# 인물과 사상
월간 인물과사상은 대한민국의 월간지이다. 1998년 5월 창간했다. '성역과 금기에 도전한다'는 슬로건을 내걸고 있으며, 인문, 사회, 역사, 언론 등 다양한 분야의 단행본도 출판하고 있다.

## 같이 보기
- 강준만
- 진중권
- 공희준
- 변희재